# Lijst van rivieren in Swaziland

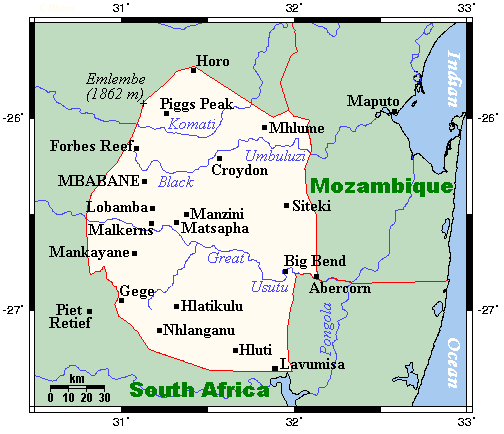
Kaart van Swaziland.

Dit is een lijst van rivieren in Swaziland. De rivieren in deze lijst zijn geordend naar drainagebekken en de opeenvolgende zijrivieren zijn ingesprongen weergegeven onder de naam van elke hoofdrivier.

## Indische Oceaan
- Komati (Nkomanzi)
  - Mlumati (Lomati)
- Mbuluzi (Imbuluzi)
  - Black Mbuluzi
  - White Mbuluzi
- Tembe
- Lusutfu (Great Usutu)
  - Pongola (Zuid-Afrika)
  - Lusushwana (Little Usutu)
    - Mzimene
    - Mbabane
- Ngwavuma
  - Mozane
  - Nyetane
  - Mhlatuze
  - Mtendekwa
  - Mhlatuzane
  - Mzimphofu
  - Mkondvo (Assegai)
  - Ngwempisi
  - Polonjane